# Lista över avsnitt av Glee
Detta är en avsnittslista för den amerikanska TV-serien Glee, som ursprungligen sändes 2009-2015 i Fox.

## Säsongerna
| Säsong                                           | Säsong              | Avsnitt | Säsongsstart      | Säsongsfinal | Utgivningsdatum på DVD       | Utgivningsdatum på DVD | Utgivningsdatum på DVD | Utgivningsdatum på DVD | Utgivningsdatum på DVD |
| Säsong                                           | Säsong              | Avsnitt | Säsongsstart      | Säsongsfinal | DVD                          | Avsnitt                | Region 1               | Region 2               | Region 4               |
| ------------------------------------------------ | ------------------- | ------- | ----------------- | ------------ | ---------------------------- | ---------------------- | ---------------------- | ---------------------- | ---------------------- |
|                                                  | Säsong 1: 2009-2010 | 22      | 19 maj 2009       | 8 juni 2010  | Glee - Pilot: Director's Cut | 1                      | 1 september 2009       | 25 januari 2010        | 25 november 2009       |
| Glee - Volume 1: Road to Sectionals              | Säsong 1: 2009-2010 | 22      | 19 maj 2009       | 8 juni 2010  | 1-13                         | 29 december 2009       | 12 april 2010          | 31 mars 2010           |                        |
| Glee: TV Sampler                                 | Säsong 1: 2009-2010 | 22      | 19 maj 2009       | 8 juni 2010  | 1-4                          |                        | 9 juni 2010            |                        |                        |
| Glee - Volume 2: Road to Regionals               | Säsong 1: 2009-2010 | 22      | 19 maj 2009       | 8 juni 2010  | 14-22                        | 14 september 2010      | 13 september 2010      | 22 september 2010      |                        |
| Glee - The Complete First Season (även Blu-ray)  | Säsong 1: 2009-2010 | 22      | 19 maj 2009       | 8 juni 2010  | 1-22                         | 14 september 2010      | 13 september 2010      | 22 september 2010      |                        |
|                                                  | Säsong 2: 2010-2011 | 22      | 21 september 2010 | 24 maj 2011  | Glee - Season 2, Volume 1    | 23-32                  | 25 januari 2011        | 4 april 2011           | 23 mars 2011           |
| Glee - Season 2, Volume 2                        | Säsong 2: 2010-2011 | 22      | 21 september 2010 | 24 maj 2011  | 33-44                        | 13 september 2011      | 19 september 2011      |                        |                        |
| Glee - The Complete Second Season (även Blu-ray) | Säsong 2: 2010-2011 | 22      | 21 september 2010 | 24 maj 2011  | 23-44                        | 13 september 2011      | 19 september 2011      |                        |                        |
|                                                  | Säsong 3: 2011-2012 | 22      | 20 september 2011 | 22 maj 2012  |                              |                        | 14 augusti 2012        | 17 september 2012      | 19 september 2012      |
|                                                  | Säsong 4: 2012-2013 | 22      | 13 september 2012 | 9 maj 2013   |                              |                        | 1 oktober 2013         | 7 oktober 2013         | 16 oktober 2013        |
|                                                  | Säsong 5: 2013-2014 | 20      | 26 september 2013 | 13 maj 2014  |                              |                        |                        | 29 september 2014      |                        |

## Säsong 1
| Nr       | Titel                           | Regissör            | Författare                           | Sändes i USA                 | Sändes i Sverige |
| -------- | ------------------------------- | ------------------- | ------------------------------------ | ---------------------------- | ---------------- |
| 1 - 101  | "Pilot" "Pilot: Director's cut" | Ryan Murphy         | Ryan Murphy Brad Falchuk Ian Brennan | 19 maj 2009 2 september 2009 | 12 november 2009 |
| 2 - 102  | "Showmance"                     | Ryan Murphy         | Ryan Murphy Brad Falchuk Ian Brennan | 9 september 2009             | 19 november 2009 |
| 3 - 103  | "Acafellas"                     | John Scott          | Ryan Murphy                          | 16 september 2009            | 26 november 2009 |
| 4 - 104  | "Preggers"                      | Brad Falchuk        | Brad Falchuk                         | 23 september 2009            | 3 december 2009  |
| 5 - 105  | "The Rhodes Not Taken"          | John Scott          | Ian Brennan                          | 30 september 2009            | 10 december 2009 |
| 6 - 106  | "Vitamin D"                     | Elodie Keene        | Ryan Murphy                          | 7 oktober 2009               | 17 december 2009 |
| 7 - 107  | "Throwdown"                     | Ryan Murphy         | Brad Falchuk                         | 14 oktober 2009              | 7 januari 2010   |
| 8 - 108  | "Mash-Up"                       | Elodie Keene        | Ian Brennan                          | 21 oktober 2009              | 14 januari 2010  |
| 9 - 109  | "Wheels"                        | Paris Barclay       | Ryan Murphy                          | 11 november 2009             | 21 januari 2010  |
| 10 - 110 | "Ballad"                        | Brad Falchuk        | Brad Falchuk                         | 18 november 2009             | 4 februari 2010  |
| 11 - 111 | "Hairography"                   | Bill D'Elia         | Ian Brennan                          | 25 november 2009             | 11 februari 2010 |
| 12 - 112 | "Mattress"                      | Elodie Keene        | Ryan Murphy                          | 2 december 2009              | 18 februari 2010 |
| 13 - 113 | "Sectionals"                    | Brad Falchuk        | Brad Falchuk                         | 9 december 2009              | 25 februari 2010 |
| 14 - 114 | "Hell-O"                        | Brad Falchuk        | Ian Brennan                          | 13 april 2010                | 2 maj 2010       |
| 15 - 115 | "The Power of Madonna"          | Ryan Murphy         | Ryan Murphy                          | 20 april 2010                | 9 maj 2010       |
| 16 - 116 | "Home"                          | Paris Barclay       | Brad Falchuk                         | 27 april 2010                | 16 maj 2010      |
| 17 - 117 | "Bad Reputation"                | Elodie Keene        | Ian Brennan                          | 4 maj 2010                   | 23 maj 2010      |
| 18 - 118 | "Laryngitis"                    | Alfonso Gomez-Rejon | Ryan Murphy                          | 11 maj 2010                  | 11 juli 2010     |
| 19 - 119 | "Dream On"                      | Joss Whedon         | Brad Falchuk                         | 18 maj 2010                  | 18 juli 2010     |
| 20 - 120 | "Theatricality"                 | Ryan Murphy         | Ryan Murphy                          | 25 maj 2010                  | 25 juli 2010     |
| 21 - 121 | "Funk"                          | Elodie Keene        | Ian Brennan                          | 1 juni 2010                  | 1 augusti 2010   |
| 22 - 122 | "Journey"                       | Brad Falchuk        | Brad Falchuk                         | 8 juni 2010                  | 8 augusti 2010   |

## Säsong 2
| Nr       | Titel                            | Regissör            | Författare                | Sändes i USA      | Sändes i Sverige |
| -------- | -------------------------------- | ------------------- | ------------------------- | ----------------- | ---------------- |
| 23 - 201 | "Audition"                       | Brad Falchuk        | Ian Brennan               | 21 september 2010 | 19 januari 2011  |
| 24 - 202 | "Britney/Brittany"               | Ryan Murphy         | Ryan Murphy               | 28 september 2010 | 26 januari 2011  |
| 25 - 203 | "Grilled Cheesus"                | Alfonso Gomez-Rejon | Brad Falchuk              | 5 oktober 2010    | 2 februari 2011  |
| 26 - 204 | "Duets"                          | Eric Stoltz         | Ian Brennan               | 12 oktober 2010   | 9 februari 2011  |
| 27 - 205 | "The Rocky Horror Glee Show"     | Adam Shankman       | Ryan Murphy Tim Wollaston | 26 oktober 2010   | 16 februari 2011 |
| 28 - 206 | "Never Been Kissed"              | Bradley Buecker     | Brad Falchuk              | 9 november 2010   | 23 februari 2011 |
| 29 - 207 | "The Substitute"                 | Ryan Murphy         | Ian Brennan               | 16 november 2010  | 2 mars 2011      |
| 30 - 208 | "Furt"                           | Carol Banker        | Ryan Murphy               | 23 november 2010  | 9 mars 2011      |
| 31 - 209 | "Special Education"              | Paris Barclay       | Brad Falchuk              | 30 november 2010  | 16 mars 2011     |
| 32 - 210 | "A Very Glee Christmas"          | Alfonso Gomez-Rejon | Ian Brennan               | 7 december 2010   | 23 mars 2011     |
| 33 - 211 | "The Sue Sylvester Bowl Shuffle" | Brad Falchuk        | Ian Brennan               | 6 februari 2011   | 30 mars 2011     |
| 34 - 212 | "Silly Love Songs"               | Tate Donovan        | Ryan Murphy               | 8 februari 2011   | 6 april 2011     |
| 35 - 213 | "Comeback"                       | Bradley Buecker     | Ryan Murphy               | 15 februari 2011  | 13 april 2011    |
| 36 - 214 | "Blame It on the Alcohol"        | Eric Stoltz         | Ian Brennan               | 22 februari 2011  | 20 april 2011    |
| 37 - 215 | "Sexy"                           | Ryan Murphy         | Brad Falchuk              | 8 mars 2011       | 27 april 2011    |
| 38 - 216 | "Original Song"                  | Bradley Buecker     | Ryan Murphy               | 15 mars 2011      | 4 maj 2011       |
| 39 - 217 | "Night of Neglect"               | Carol Banker        | Ian Brennan               | 12 april 2011     | 11 maj 2011      |
| 40 - 218 | "Born This Way"                  | Alfonso Gomez-Rejon | Brad Falchuk              | 26 april 2011     | 18 maj 2011      |
| 41 - 219 | "Rumours"                        | Tim Hunter          | Ryan Murphy               | 3 maj 2011        | 25 maj 2011      |
| 42 - 220 | "Prom Queen"                     | Eric Stoltz         | Ian Brennan               | 10 maj 2011       | 1 juni 2011      |
| 43 - 221 | "Funeral"                        | Bradley Buecker     | Ryan Murphy               | 17 maj 2011       | 8 juni 2011      |
| 44 - 222 | "New York"                       | Brad Falchuk        | Brad Falchuk              | 24 maj 2011       | 15 juni 2011     |

## Säsong 3
| Nr       | Titel                           | Regissör            | Författare             | Sändes i USA      | Sändes i Sverige |
| -------- | ------------------------------- | ------------------- | ---------------------- | ----------------- | ---------------- |
| 45 - 301 | "The Purple Piano Project"      | Eric Stoltz         | Brad Falchuk           | 20 september 2011 | 30 november 2011 |
| 46 - 302 | "I Am Unicorn"                  | Brad Falchuk        | Ryan Murphy            | 27 september 2011 | 7 december 2011  |
| 47 - 303 | "Asian F"                       | Alfonso Gomez-Rejon | Ian Brennan            | 4 oktober 2011    | 14 december 2011 |
| 48 - 304 | "Pot O' Gold"                   | Adam Shankman       | Ali Adler              | 1 november 2011   | 21 december 2011 |
| 49 - 305 | "The First Time"                | Bradley Buecker     | Roberto Aguirre-Sacasa | 8 november 2011   | 28 december 2011 |
| 50 - 306 | "Mash Off"                      | Eric Stoltz         | Michael Hitchcock      | 15 november 2011  | 4 januari 2012   |
| 51 - 307 | "I Kissed A Girl"               | Tate Donovan        | Matthew Hodgson        | 29 november 2011  | 11 januari 2012  |
| 52 - 308 | "Hold on to Sixteen"            | Bradley Buecker     | Ross Maxwell           | 6 december 2011   | 18 januari 2012  |
| 53 - 309 | "Extraordinary Merry Christmas" | Matthew Morrison    | Marti Noxon            | 13 december 2011  | 25 januari 2012  |
| 54 - 310 | "Yes/No"                        | Eric Stoltz         | Brad Falchuk           | 17 januari 2012   | 1 februari 2012  |
| 55 - 311 | "Michael"                       | Alfonso Gomez-Rejon | Ryan Murphy            | 31 januari 2012   | 8 februari 2012  |
| 56 - 312 | "The Spanish Teacher"           | Paris Barclay       | Ian Brennan            | 7 februari 2012   | 15 februari 2012 |
| 57 - 313 | "Heart"                         | Brad Falchuk        | Ali Adler              | 14 februari 2012  | 22 februari 2012 |
| 58 - 314 | "On My Way"                     | Bradley Buecker     | Roberto Aguirre-Sacasa | 21 februari 2012  | 29 februari 2012 |
| 59 - 315 | "Big Brother"                   | Eric Stoltz         | Michael Hitchcock      | 10 april 2012     | 18 april 2012    |
| 60 - 316 | "Saturday Night Glee-ver"       | Bradley Buecker     | Matthew Hodgson        | 17 april 2012     | 25 april 2012    |
| 61 - 317 | "Dance with Somebody"           | Paris Barclay       | Ross Maxwell           | 24 april 2012     | 2 maj 2012       |
| 62 - 318 | "Choke"                         | Michael Uppendahl   | Marti Noxon            | 1 maj 2012        | 9 maj 2012       |
| 63 - 319 | "Prom-asaurus"                  | Eric Stoltz         | Ryan Murphy            | 8 maj 2012        | 16 maj 2012      |
| 64 - 320 | "Props"                         | Ian Brennan         | Ian Brennan            | 15 maj 2012       | 23 maj 2012      |
| 65 - 321 | "Nationals"                     | Eric Stoltz         | Ali Adler              | 15 maj 2012       | 30 maj 2012      |
| 66 - 322 | "Goodbye"                       | Brad Falchuk        | Brad Falchuk           | 22 maj 2012       | 6 juni 2012      |

## Säsong 4
| Nr       | Titel                            | Regissör            | Författare                     | Sändes i USA      | Sändes i Sverige |
| -------- | -------------------------------- | ------------------- | ------------------------------ | ----------------- | ---------------- |
| 67 - 401 | "The New Rachel"                 | Brad Falchuk        | Ryan Murphy                    | 13 september 2012 | 3 oktober 2012   |
| 68 - 402 | "Britney 2.0"                    | Alfonso Gomez-Rejon | Brad Falchuk                   | 20 september 2012 | 10 oktober 2012  |
| 69 - 403 | "Makeover"                       | Eric Stoltz         | Ian Brennan                    | 27 september 2012 | 17 oktober 2012  |
| 70 - 404 | "The Break Up"                   | Alfonso Gomez-Rejon | Ryan Murphy                    | 4 oktober 2012    | 24 oktober 2012  |
| 71 - 405 | "The Role You Were Born to Play" | Brad Falchuk        | Michael Hitchcock              | 8 november 2012   | 28 november 2012 |
| 72 - 406 | "Glease"                         | Michael Uppendahl   | Roberto Aguirre-Sacasa         | 15 november 2012  | 5 december 2012  |
| 73 - 407 | "Dynamic Duets"                  | Ian Brennan         | Ian Brennan                    | 22 november 2012  | 12 december 2012 |
| 74 - 408 | "Thanksgiving"                   | Bradley Buecker     | Russel Friend & Garrett Lerner | 29 november 2012  | 19 december 2012 |
| 75 - 409 | "Swan Song"                      | Brad Falchuk        | Stacy Traub                    | 6 december 2012   | 27 mars 2013     |
| 76 - 410 | "Glee, Actually"                 | Adam Shankman       | Matthew Hodgson                | 13 december 2012  |                  |
| 77 - 411 | "Sadie Hawkins"                  | Bradley Buecker     | Ross Maxwell                   | 24 januari 2013   |                  |
| 78 - 412 | "Naked"                          | Ian Brennan         | Ryan Murphy                    | 31 januari 2013   |                  |
| 79 - 413 | "Diva"                           | Paris Barclay       | Brad Falchuk                   | 7 februari 2013   |                  |
| 80 - 414 | "I Do"                           | Brad Falchuk        | Ian Brennan                    | 14 februari 2013  |                  |
| 81 - 415 | "Girls (and Boys) On Film"       | Ian Brennan         | Michael Hitchcock              | 7 mars 2013       |                  |
| 82 - 416 | "Feud"                           | Bradley Buecker     | Roberto Aguirre-Sacasa         | 14 mars 2013      |                  |
| 83 - 417 | "Guilty Pleasures"               | Eric Stoltz         | Russel Friend & Garrett Lerner | 21 mars 2013      |                  |
| 84 - 418 | "Shooting Star"                  | Bradley Buecker     | Matthew Hodgson                | 11 april 2013     |                  |
| 85 - 419 | "Sweet Dreams"                   | Elodie Keene        | Ross Maxwell                   | 18 april 2013     |                  |
| 86 - 420 | "Lights Out"                     | Paris Barclay       | Ryan Murphy                    | 25 april 2013     |                  |
| 87 - 421 | "Wonder-ful"                     | Wendey Stanzler     | Brad Falchuk                   | 2 maj 2013        |                  |
| 88 - 422 | "All or Nothing"                 | Bradley Buecker     | Ian Brennan                    | 9 maj 2013        |                  |

## Säsong 5
| Nr        | Titel                               | Regissör        | Författare                                | Sändes i USA      | Sändes i Sverige |
| --------- | ----------------------------------- | --------------- | ----------------------------------------- | ----------------- | ---------------- |
| 89 - 501  | "Love, Love, Love"                  | Bradley Buecker | Brad Falchuk                              | 26 september 2013 |                  |
| 90 - 502  | "Tina in the Sky with Diamonds"     | Ian Brennan     | Ian Brennan                               | 3 oktober 2013    |                  |
| 91 - 503  | "The Quarterback"                   | Brad Falchuk    | Ryan Murphy, Brad Falchuk och Ian Brennan | 10 oktober 2013   |                  |
| 92 - 504  | "A Katy or a Gaga"                  | Ian Brennan     | Russel Friend & Garrett Lerner            | 7 november 2013   |                  |
| 93 - 505  | "The End of Twerk"                  | Wendey Stanzler | Michael Hitchcock                         | 14 november 2013  |                  |
| 94 - 506  | "Movin' Out"                        | Brad Falchuk    | Roberto Aguirre-Sacasa                    | 21 november 2013  |                  |
| 95 - 507  | "Puppet Master"                     | Paul McCrane    | Matthew Hodgson                           | 28 november 2013  |                  |
| 96 - 508  | "Previously Unaired Christmas"      | Wendey Stanzler | Ross Maxwell                              | 5 december 2013   |                  |
| 97 - 509  | "Frenemies"                         | Bradley Buecker | Ned Martel                                | 25 februari 2014  |                  |
| 98 - 510  | "Trio"                              | Ian Brennan     | Rivka Sophia Rossi                        | 4 mars 2014       |                  |
| 99 - 511  | "City of Angels"                    | Elodie Keene    | Jessica Meyer                             | 11 mars 2014      | 17 mars 2014     |
| 100 - 512 | "100"                               | Paris Barclay   |                                           | 18 mars 2014      |                  |
| 101 - 513 | "New Directions"                    | Brad Falchuk    |                                           | 25 mars 2014      |                  |
| 102 - 514 | "New New York"                      | Sanaa Hamri     | Ryan Murphy                               | 1 april 2014      |                  |
| 103 - 515 | "Bash"                              | Bradley Buecker | Ian Brennan                               | 8 april 2014      |                  |
| 104 - 516 | "Tested"                            | Paul McCrane    |                                           | 15 april 2014     |                  |
| 105 - 517 | "Opening Night"                     | Eric Stoltz     | Michael Hitchcock                         | 22 april 2014     |                  |
| 106 - 518 | "The Back-Up Plan"                  | Ian Brennan     | Roberto Aguirre-Sacasa                    | 29 april 2014     |                  |
| 107 - 519 | "Old Dog, New Tricks"               | Bradley Buecker | Chris Colfer                              | 6 maj 2014        |                  |
| 108 - 520 | "The Untitled Rachel Berry Project" | Brad Falchuk    | Matthew Hodgson                           | 13 maj 2014       |                  |

### Fotnoter
1. ↑  ”Glee” (på engelska). TV.Com. Arkiverad från originalet den 27 november 2012. https://web.archive.org/web/20121127181458/http://www.tv.com/shows/glee/. Läst 26 januari 2017.